# Lili Chookasian
Lili Chookasian (* jako Lillian Phoebe Chookasian; 1. srpna 1921 Chicago, Illinois, USA – 10. dubna 2012 Branford, Connecticut, USA) byla americká operní pěvkyně – kontraaltistka. Byla nejmladší ze tří dětí, její rodiče do USA emigrovali z Arménie. V letech 1962–1986 zpívala v Metropolitní opeře v New Yorku. V roce 2002 získala ocenění Sanford Medal.